# Baeta de Faria
Guilhermino Baeta de Faria (Queluz de Minas (atual Conselheiro Lafaiete), 1 de agosto de 1876 - Rio de Janeiro, 14 de novembro de 1936) foi um engenheiro (militar e civil), militar, professor catedrático, empresário e político brasileiro.
Baeta de Faria foi o projetista/arquiteto do prédio histórico da Universidade Federal do Paraná.

## Biografia
Guilhermino Baeta de Faria, filho de João Baptista Baeta Neves e d. Amélia Augusta de Faria Baeta Neves, nasceu na cidade mineira de Queluz de Minas (atual Conselheiro Lafaiete) na terça-feira, dia 1 de agosto de 1876, iniciando seus estudos em sua cidade natal e concluindo esta primeira etapa de sua educação, além dos preparatórios, na cidade de Ouro Preto. Em 1895, aos dezenove anos, segue para a cidade do Rio de Janeiro para entrar na antiga Escola Militar da Praia Vermelha. Em 1902, depois de sete anos de estudos, diplomou-se em engenharia civil e militar e também bacharelou-se em matemática e ciências físicas e naturais.
No final de 1902, logo após a sua formatura, é designado pelo Ministério da Guerra a cumprir serviço nas obras da Estrada de Ferro Paraná - Mato Grosso como integrante do corpo técnico do exército e assim transfere residência para o interior do Paraná. Além desta ferrovia, Baeta envolve-se com o projeto da estrada Guarapuava - Foz (BR-277) e a implantação das linhas telegráficas de Foz do Iguaçu.
Em 1906, aos trinta anos, Baeta estabeleceu-se em Curitiba e em 8 de setembro deste ano casou-se com Mercedes Pinto Rebello, filha de importante político paranaense: João Tobias Pinto Rebello. Outra mudança em sua vida, agora profissionalmente e nesta mesma época, é a sua transferência de armas, saindo da Infantaria e tornando-se oficial da Engenharia (por se encontrar totalmente habilitado) e também é promovido a 1º Tenente.
Até o ano de 1909, Baeta de Faria se desdobra entre sua vida em Curitiba e as obras no interior do estado e em meados deste ano é nomeado engenheiro da Prefeitura Municipal de Curitiba, sem prejuízo ao serviço militar. Desenvolveu diversas obras e melhorias, porém, em dezembro de 1911 pediu exoneração do cargo.
Em 1910 envolve-se com o grupo de intelectuais e políticos curitibanos que criariam a Universidade do Paraná em 1912 (embrião da UFPR), tornando-se lente catedrática da Faculdade de Engenharia desta universidade (lecionando por mais de quinze anos) e quando se iniciam os preparativos para a construção da sede da instituição é Baeta o escolhido para projetar este prédio, tendo como localização a então desocupada área, da atual Praça Santos Andrade. Esta edificação, atualmente, é considerada um dos símbolos da capital paranaense.
A empresa que construiu o edifício da UFPR foi a Construtora Bortolo Bergonse & Cia, uma das mais importantes construtoras do estado na primeira metade do século XX e pouco tempo depois Baeta tornou-se sócio de Bergonse nesta empresa , sendo ele o responsável por projetos de importantes edificações residências (mansões de alguns barões da erva-mate) e comercias de Curitiba, além da primeira sede do Clube Curitibano, localizado na Rua XV de Novembro com a Barão do Rio Branco.
Baeta de Farias não ficou muito tempo nesta sociedade, porém, ao longo de sua vida, investiu em outros empreendimentos, como: em uma fábrica de pregos de nome Pontas de Paris (como sócio); sociedade com Wenceslau Glazer na Fábrica de Fósforo Mercúrio (Faria Glazer & Cia, com a marca comercial Colombo, localizada no bairro Batel); envolveu-se com um grupo de empresários na Rebello Faria & Cia, uma fábrica de papel localizada na cidade de Morretes, sendo de sua propriedade a patente, fornecida pelo governo, de um método de fabricação pioneira no país que tinha como componente principal da matéria prima do papel e papelão, o uso do jasmim e a flor de lírio.
Dentre todas as suas atividades empresariais, a mais sólida foi uma fazenda em Cornélio Procópio (Fazenda Santa Mercedes) aonde plantava café. Nas outras empresas, suas participações não foram duradouras e nestas, era a sua esposa que constava nos contratos, pois a sua condição de militar não o permitia manter uma sociedade empresarial.
Na política, elegeu-se deputado estadual para a Assembléia Legislativa do Paraná em 1919 para o biênio 1920/1921 e novamente eleito em 1923 para o biênio 1924/1925, sendo reeleito, consecutivamente, até 1930.
Quando eclodiu a Revolução de 1930 o então tenente-coronel Faria assumiu a chefia do Serviço de Engenharia da Forças Revolucionárias em Curitiba e em 1931 recebeu a Medalha Militar de Ouro pelos trinta anos de serviço, além de assumir a chefia da 5ª Divisão do Departamento de Guerra. Em 1932, em meio a Revolução de 32, foi transferido para o comando do 2ª Batalhão de Engenharia sediado em São Paulo. Após o conflito, foi transferido para o Rio de Janeiro a fim de assumir a chefia da 5ª Divisão do Departamento de Guerra, quando foi promovido a Coronel.

### Falecimento e homenagens
O Cel. Guilhermino Baeta de Faria faleceu no sábado, dia 14 de novembro de 1936, aos 60 anos e 03 meses de idade, na capital fluminense.
Em outubro de 1953 a Prefeitura de Curitiba determinou que uma das vias da cidade fosse batizada com o nome de Rua Coronel Baeta de Faria (localizada no Bairro Jardim das Américas) como uma eterna homenagem ao idealizador do prédio símbolo da capital paranaense, como é conhecida a sede da Universidade Federal do Paraná.